# Ephedra breana
Ephedra breana là một loài thực vật hạt trần trong họ Ephedraceae. Loài này được Phil. mô tả khoa học đầu tiên năm 1895.